# Denis Kutin
Denis Sergeevič Kutin (in russo Денис Сергеевич Кутин?; Amburgo, 5 ottobre 1993) è un calciatore russo, difensore dell'Ufa.

## Carriera

### Club
Ha giocato nella massima serie russa.

## Palmarès

### Club

#### Competizioni nazionali
- Campionato russo: 1

Spartak Mosca: 2016-2017
- Coppa di Russia: 1

Tosno: 2017-2018